# O·J·梅奥
奧文顿·J·安东尼·梅奥（1987年11月5日—）為美國男子籃球運動員，場上位置為得分後衛，現擔任辽宁飞豹三队助理教练。

## 早年
梅奥出生於美國西維吉尼亞州亨廷頓，七年級時就讀於羅斯希爾基督教高中，八年級轉學到北科利奇希爾高中就讀，就讀北科利奇希爾高中三年期間梅奥帶領球隊奪得兩次州冠軍，2006年隨著好友比爾·沃克失去就讀高中資格以後，梅奥回到亨廷頓就讀亨廷頓高中。2006年11月梅奧承諾就讀南加州大学，梅奧做出該承諾的兩天後才進行校園訪問，如果不就讀南加州大学，梅奧可能決定到非裔美國大學就讀。

## 職業生涯
2008年6月梅奧在NBA選秀第一輪第三順位獲得明尼苏达森林狼青睞，選秀會結束後不久明尼苏达森林狼將梅奧連同马尔科·亚里奇、安东尼·沃克以及格雷格·巴克纳交易至孟菲斯灰熊，換取凯文·乐福、迈克·米勒、布莱恩·卡迪纳尔與杰森·科林斯。NBA菜鳥球季梅奧在年度最佳新秀評選環節僅次於德里克·罗斯位居第二名，2010-11賽季梅奧逐漸被球隊安排從板凳出發，於2011年1月時因脱氢表雄酮檢測結果呈陽性被NBA禁賽10場。2012年7月梅奧與達拉斯獨行俠簽下一份為期兩年合約，第二年為球員選擇權。該賽季梅奧場均上場35.5分鐘，可貢獻15.3分、4.4助攻、3.5籃板，賽季結束後梅奧決定不執行合約當中的第二年球員選擇權。2013年7月梅奧與密尔沃基雄鹿簽訂了一份為期三年、2400萬美元的合約。2016年7月梅奥因違反NBA禁藥條例，遭到NBA禁賽，二年內不得回歸NBA。
2018年4月梅奧與波多黎各球隊聖赫爾曼競技簽約。同年6月27日，梅奧被球隊釋出，他總計代表聖赫爾曼競技出賽21場，場均表現為13.4分、3.9籃板、3.5助攻、1.1抄截，投籃命中率為39.0%，三分球命中率為34.7%。儘管NBA的兩年禁賽期限已滿，梅奧並沒有收到來自NBA球隊的合約，超級籃球聯賽臺北達欣工程於2018年10月簽下梅奧，梅奧超越马库斯·费泽尔的第一輪第四順位紀錄，成為超級籃球聯賽有史以來選秀順位最高的球員。2019年2月梅奧以4311票入選SBL明星賽白武士隊，並在三分球大賽中拿下冠軍。同年3月8日，在對陣臺灣銀行比賽中，梅奧繳出24分、13籃板、10助攻的大三元表現。該賽季梅奧場均出賽28分鐘，繳出22.6分、7.3籃板、4.3助攻、1.6抄截，得分在該季SBL洋將中位居第二，以總得分745分收下得分王。
2019年5月全国男子篮球联赛湖南金健米业宣布簽下梅奧，該球季梅奧助长沙金健米业闖入準決賽，卻敗於廣西威壯，無緣冠軍賽，在NBL梅奧留下場均29.3分，排名聯盟第三位，另有6.9籃板、6.2助攻，三分球命中率為42%。2019年10月東南亞職業籃球聯賽臺北富邦勇士宣布梅奧加盟球隊。2020年1月梅奧以場均24.7分、5.7籃板、5.1助攻及五成投籃命中率的數據，助球隊拿下五勝二負的戰績，獲選ABL一月MVP。2020年3月ABL受COVID-19疫情影響停賽，臺北富邦勇士因而與梅奧解約，梅奧留下出賽17場，場均22.1分、4.8籃板、4.4助攻的表現，而中国男子篮球职业联赛計畫於2020年4月15日復賽，梅奧趕在中華人民共和國政府決議自3月28日暫停外國人入境以前，在3月26日透過香港抵達上海，3月27日抵达沈阳，辽宁飞豹於3月29日表示梅奧為陣中第三名外籍球員。4月1日，中国国家体育总局宣布暫緩體育活動。6月4日，中国篮球协会宣布CBA於6月20日復賽，同天CBA审核同意辽宁飞豹更换外籍球员，由梅奧替換兰斯·史蒂芬森。然而辽宁飞豹決定以全华班方式參加復賽，申请暂停使用外援，在復賽首場比賽敗給北京鸭以後，CBA於6月21日宣布辽宁飞豹申请启用梅奥。梅奥總計代表辽宁飞豹出賽21場，場均獲得28.2分、6.5籃板、3.8助攻、2.3抄截，三分球命中率為43%，也助隊挺進总决赛，但最終辽宁飞豹以1比2敗給广东华南虎。
2020年10月辽宁飞豹完成梅奥2020-21賽季註冊手續。該賽季梅奥出賽57場，場均上陣27.8分鐘，可挹注19.4分、4.8籃板、2.9助攻、1.4抄截，三分球命中率為44%。2021年9月VTB聯賽喀山尤尼克斯宣布已與梅奥簽下為期一年的合約。梅奥共替喀山尤尼克斯出賽20場歐洲籃球聯賽以及14場VTB聯賽，場均得分分別為5.8分與7.6分。2022年12月梅奥轉戰埃及籃球超級聯賽札馬雷克。2023年10月梅奥與札馬雷克完成續約。

## 教練生涯
2024年3月中国男子篮球职业联赛辽宁飞豹宣布梅奥擔任三队助理教练。

## 生涯數據

### NBA
例行賽
| 賽季    | 球隊         | GP  | GS  | MPG  | FG%  | 3P%  | FT%  | RPG | APG | SPG | BPG | PPG  |
| ------- | ------------ | --- | --- | ---- | ---- | ---- | ---- | --- | --- | --- | --- | ---- |
| 2008–09 | 孟菲斯灰熊   | 82* | 82* | 38.0 | .438 | .384 | .879 | 3.8 | 3.2 | 1.1 | .2  | 18.5 |
| 2009–10 | 孟菲斯灰熊   | 82* | 82* | 38.0 | .458 | .383 | .809 | 3.8 | 3.0 | 1.2 | .2  | 17.5 |
| 2010–11 | 孟菲斯灰熊   | 71  | 17  | 26.3 | .407 | .364 | .756 | 2.4 | 2.0 | 1.0 | .4  | 11.3 |
| 2011–12 | 孟菲斯灰熊   | 66* | 0   | 26.8 | .408 | .364 | .773 | 3.2 | 2.6 | 1.1 | .3  | 12.6 |
| 2012–13 | 達拉斯獨行俠 | 82* | 82* | 35.5 | .449 | .407 | .820 | 3.5 | 4.4 | 1.1 | .3  | 15.3 |
| 2013–14 | 密尔沃基雄鹿 | 52  | 23  | 25.9 | .407 | .370 | .864 | 2.4 | 2.2 | .5  | .3  | 11.7 |
| 2014–15 | 密尔沃基雄鹿 | 71  | 15  | 23.9 | .422 | .357 | .827 | 2.6 | 2.8 | .8  | .3  | 11.4 |
| 2015–16 | 密尔沃基雄鹿 | 41  | 24  | 26.6 | .371 | .321 | .775 | 2.6 | 2.9 | 1.2 | .2  | 7.8  |
| 生涯    | 生涯         | 547 | 325 | 30.9 | .429 | .373 | .820 | 3.1 | 2.9 | 1.0 | .3  | 13.8 |

季後賽
| 賽季 | 球隊         | GP | GS | MPG  | FG%  | 3P%  | FT%   | RPG | APG | SPG | BPG | PPG  |
| ---- | ------------ | -- | -- | ---- | ---- | ---- | ----- | --- | --- | --- | --- | ---- |
| 2011 | 孟菲斯灰熊   | 13 | 2  | 27.8 | .388 | .408 | .793  | 3.2 | 2.4 | .8  | .3  | 11.3 |
| 2012 | 孟菲斯灰熊   | 7  | 0  | 23.3 | .274 | .292 | .778  | 3.6 | 2.1 | 1.3 | .1  | 8.9  |
| 2015 | 密尔沃基雄鹿 | 6  | 0  | 26.0 | .333 | .316 | 1.000 | 3.3 | 3.0 | 1.2 | .2  | 9.0  |
| 生涯 | 生涯         | 26 | 2  | 26.2 | .348 | .359 | .824  | 3.3 | 2.5 | 1.0 | .2  | 10.1 |